# Hercostomus javanensis
Hercostomus javanensis är en tvåvingeart som först beskrevs av de Meijere 1916.  Hercostomus javanensis ingår i släktet Hercostomus och familjen styltflugor. Inga underarter finns listade i Catalogue of Life.